# Stathmonotus hemphillii
Stathmonotus hemphillii är en fiskart som beskrevs av Bean, 1885. Stathmonotus hemphillii ingår i släktet Stathmonotus och familjen Chaenopsidae. Inga underarter finns listade i Catalogue of Life.